# バレーボールスペイン男子代表
バレーボールスペイン男子代表（バレーボールスペイン だんしだいひょう）は、バレーボールの国際大会で編成されるスペインの男子バレーボールナショナルチームである。

## 歴史
1953年に国際バレーボール連盟へ加盟。主要国際大会の出場は1980年代に入ってからと遅く、大陸選手権は初出場の1981年欧州選手権から3大会とも出場国中最下位に終わっている。その後、自国開催の1992年バルセロナオリンピックに合わせて強化が進められ、初出場で8位入賞。1990年代後半からワールドリーグ参戦など国際舞台での経験を重ねると、著しい急成長を遂げて欧州の強豪国の一角となり、1998年世界選手権、1999年ワールドカップに初出場、翌年には2度目となる2000年シドニーオリンピック出場を果たした。
アテネオリンピック世界最終予選で出場権を逃した翌2005年からはイタリア人監督の指揮の下でチーム再建が図られ、当時FIVBランキング24位でありながら2007年欧州選手権で初優勝し、ヨーロッパチャンピオンとして同年ワールドカップに出場。FIVBランキングを6位まで急上昇させ、シドニー以来2大会ぶりのオリンピック出場権獲得を目指したが、北京オリンピック欧州予選でセルビアに敗れ、さらに北京オリンピック世界最終予選デュッセルドルフ・ラウンドも3位に終わり、出場権獲得はならなかった。2011年欧州選手権予選も3次ラウンド・プレーオフでベルギーに敗れ、2007年大会優勝国がわずか2大会後に欧州選手権の出場権を逃すという波乱を起こした。

## 過去の成績

### オリンピックの成績
1964年から1988年まで出場なし
- 1992年 - 8位
- 1996年 - 最終予選敗退
- 2000年 - 9位
- 2004年 - 最終予選敗退
- 2008年 - 最終予選敗退
- 2012年 - 欧州予選（英語版）敗退
- 2016年 - 欧州予選（英語版） 不参加
- 2021年 - 欧州予選 不参加
- 2024年 - 不出場

### 世界選手権の成績
1949年から1994年まで出場なし
- 1998年 - 8位
- 2002年 - 13位
- 2006年 - 欧州予選敗退
- 2010年 - 12位
- 2014年 - 不参加
- 2018年 - 不参加
- 2022年 - 不参加
- 2025年 - 不参加

### ワールドカップの成績
1965年から1995年まで不出場
- 1999年 - 6位
- 2023年 - 不出場
- 2007年 - 5位
- 2011年 - 不出場
- 2015年 - 不出場
- 2019年 - 不出場

### 欧州選手権の成績
| - 1981年 - 12位 - 1985年 - 12位 - 1987年 - 12位 - 1993年 - 11位 - 2001年 - 予選敗退 - 2003年 - 8位 | - 2005年 - 4位 - 2007年 - 優勝 - 2009年 - 9位 - 2011年 - 予選敗退 - 2013年 - 予選敗退 | - 2015年 - 予選敗退 - 2017年 - 16位 - 2019年 - 15位 - 2021年 - 20位 - 2023年 - 17位 |

### ワールドリーグの成績
| - 1995年 - 7位 - 1996年 - 10位 - 1997年 - 9位 - 1998年 - 8位 - 1999年 - 5位 - 2000年 - 11位 | - 2001年 - 9位 - 2002年 - 5位 - 2003年 - 5位 - 2004年 - 7位 - 2008年 - 13位 |  |

## 歴代監督
- ラウル・ロサノ（1994-1996年、1999-2000年）
- アンドレア・アナスタージ（2005-2007年）
- フリオ・ベラスコ（2008-2010年）

## 歴代代表選手
- ラファエル・パスカル
- イヴァン・ペレス
- ホセ・ルイス・ロバト
- ギレルモ・エルナン
- ミゲル・ファラスカ
- ギリェルモ・ファラスカ
- ホセ・ルイス・モルト
- イスラエル・ロドリゲス